# ライフ・オン・ザ・マーダー・シーン
『ライフ・オン・ザ・マーダー・シーン』 (Life On The Murder Scene)は、アメリカ合衆国のロックバンド、マイ・ケミカル・ロマンスのライブとデモを収録したCDと、DVDの3枚組で構成された初のコンピレーション・アルバムである
ジャケット写真は前作・スウィート・リベンジのジャケットのイラストをアレンジし、実写化したものである。

## 収録内容
CD:
- Thank You For The Venom（サンキュー・フォー・ザ・ヴェノム）
- Cemetery Drive（セメタリー・ドライブ）
- Give'Em Hell,Kid（ギヴ・エム・ヘル、キッド）
- Headfirst For Halos（ヘッドファースト・フォー・ヘイローズ）
- Hellena（ヘレナ）
- You Know What They Do To Guys Like Us In Prison（ユー・ノウ・ワット・ゼイ・ドゥ・トゥ・ガイズ・ライク・アス・イン・プリズン）
- The Ghost Of You（ザ・ゴースト・オブ・ユー）
- I'm Not Okay(I Promise)（アイム・ノット・オーケイ）
- I Never Told You What I Do For A Living＜Demo Version＞（アイ・ネヴァー・トールド・ユー・ワット・アイ・ドゥ・フォー・ア・リヴィング＜デモ・ヴァージョン＞）
- Bury Me In Black＜Demo＞（ベリー・ミー・イン・ブラック＜デモ・ヴァージョン＞）
- Desert Song（デザート・ソング＜デモ・ヴァージョン＞）

DVD1:
- Video Diary（ビデオ・ダイアリー）

DVD2:

### ライブ・パフォーマンス
- I'm Not Okay(I Promise)（アイム・ノット・オーケイ）
- Cemetery Drive（セメタリー・ドライブ）
- Our Lady Of Sorrows（アワ・レディ・オブ・ソロウズ）
- Honey This Mirror Isn't Big Enough For The Two Of Us（ハニー・ディス・ミラー・イズント・ビッグ・イナフ・フォー・ザ・トゥ・オブ・アス）
- You Know What They Do To Guys Like Us In Prison（ユー・ノウ・ワット・ゼイ・ドゥ・トゥ・ガイズ・ライク・アス・イン・プリズン）
- Headfirst For Halos（ヘッドファースト・フォー・ヘイローズ）
- The Ghost Of You（ザ・ゴースト・オブ・ユー）
- Thank You For The Venom（サンキュー・フォー・ザ・ヴェノム）
- Give'Em Hell,Kid（ギヴ・エム・ヘル、キッド）
- Vampires Will Never Heart You（ヴァンパイアズ・ウィル・ネヴァー・ハート・ユー）
- Hellena（ヘレナ）

### TVパフォーマンス
- I'm Not Okay(I Promise)（アイム・ノット・オーケイ）
- I'm Not Okay(I Promise)（アイム・ノット・オーケイ）

### オンライン・パフォーマンス
- Hellena（ヘレナ）
- I'm Not Okay(I Promise)（アイム・ノット・オーケイ）
- The Ghost Of You（ザ・ゴースト・オブ・ユー）
- You Know What They Do To Guys Like Us In Prison（ユー・ノウ・ワット・ゼイ・ドゥ・トゥ・ガイズ・ライク・アス・イン・プリズン）
- I'm Not Okay(I Promise)（アイム・ノット・オーケイ）
- Hellena（ヘレナ）

### プロモーション・ビデオ
- I'm Not Okay(I Promise)ver.1（アイム・ノット・オーケイ＜ヴァージョン1＞）
- I'm Not Okay(I Promise)ver.2（アイム・ノット・オーケイ＜ヴァージョン2＞）
- I'm Not Okay(I Promise)＜Making＞（アイム・ノット・オーケイ＜メイキング＞）
- Hellena（ヘレナ）
- Hellena＜Making＞（ヘレナ＜メイキング＞）
- The Ghost Of You（ザ・ゴースト・オブ・ユー）
- The Ghost Of You＜Making＞（ザ・ゴースト・オブ・ユー＜メイキング＞）